# Малевич Казимир Северинович
Казими́р Севери́нович Мале́вич (11 [23] лютого 1879, Київ — 15 травня 1935, Ленінград) — український і російський авангардист, визначний діяч авангарду, засновник супрематизму, один з фундаторів кубофутуризму; педагог, теоретик мистецтва. Разом із Велемиром Хлєбніковим був членом «товариства голів земної кулі».

## Життєпис

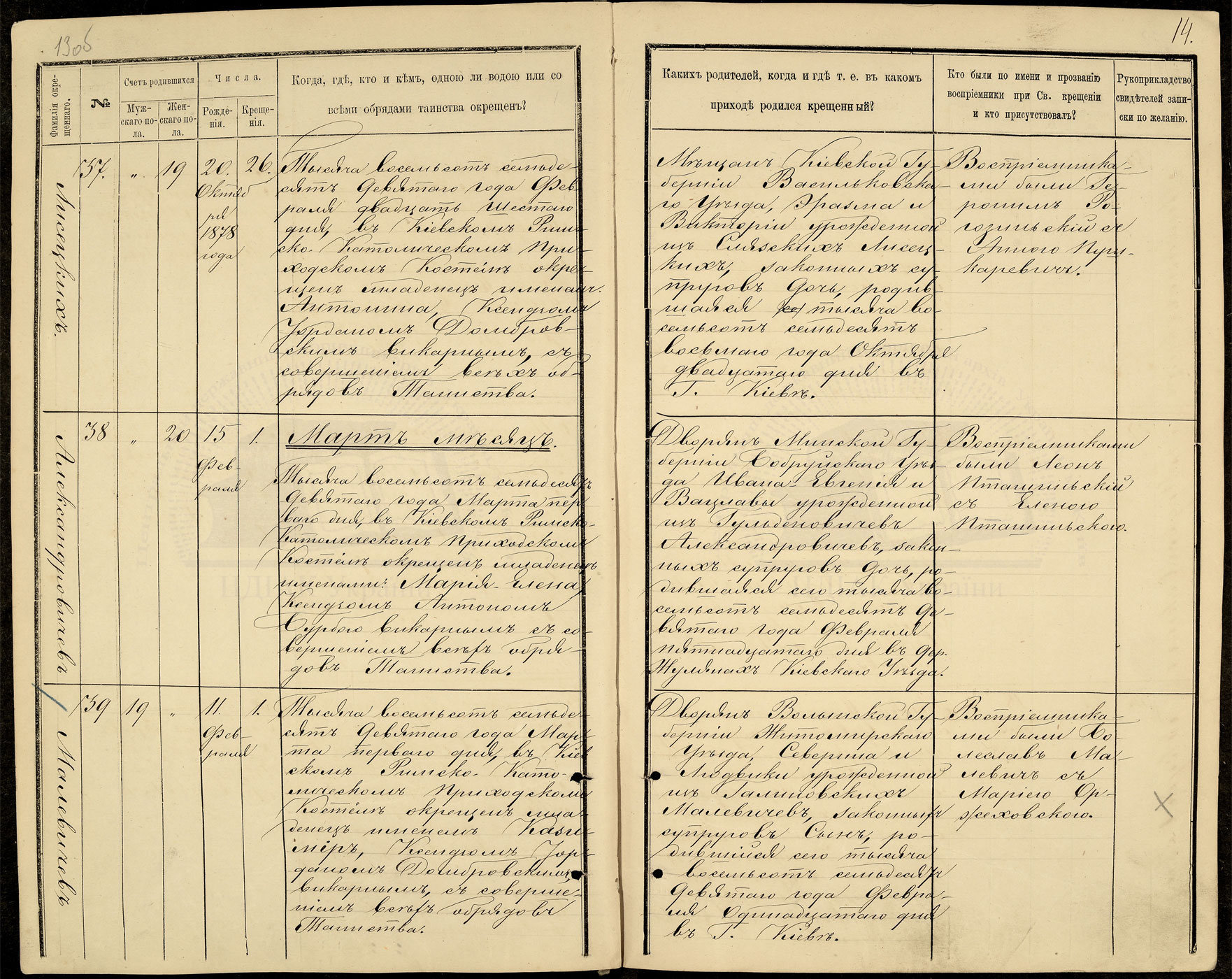
Запис про народження та хрещення Казимира Малевичева (так у документі) в метричній книзі римо-католицького костела міста Києва

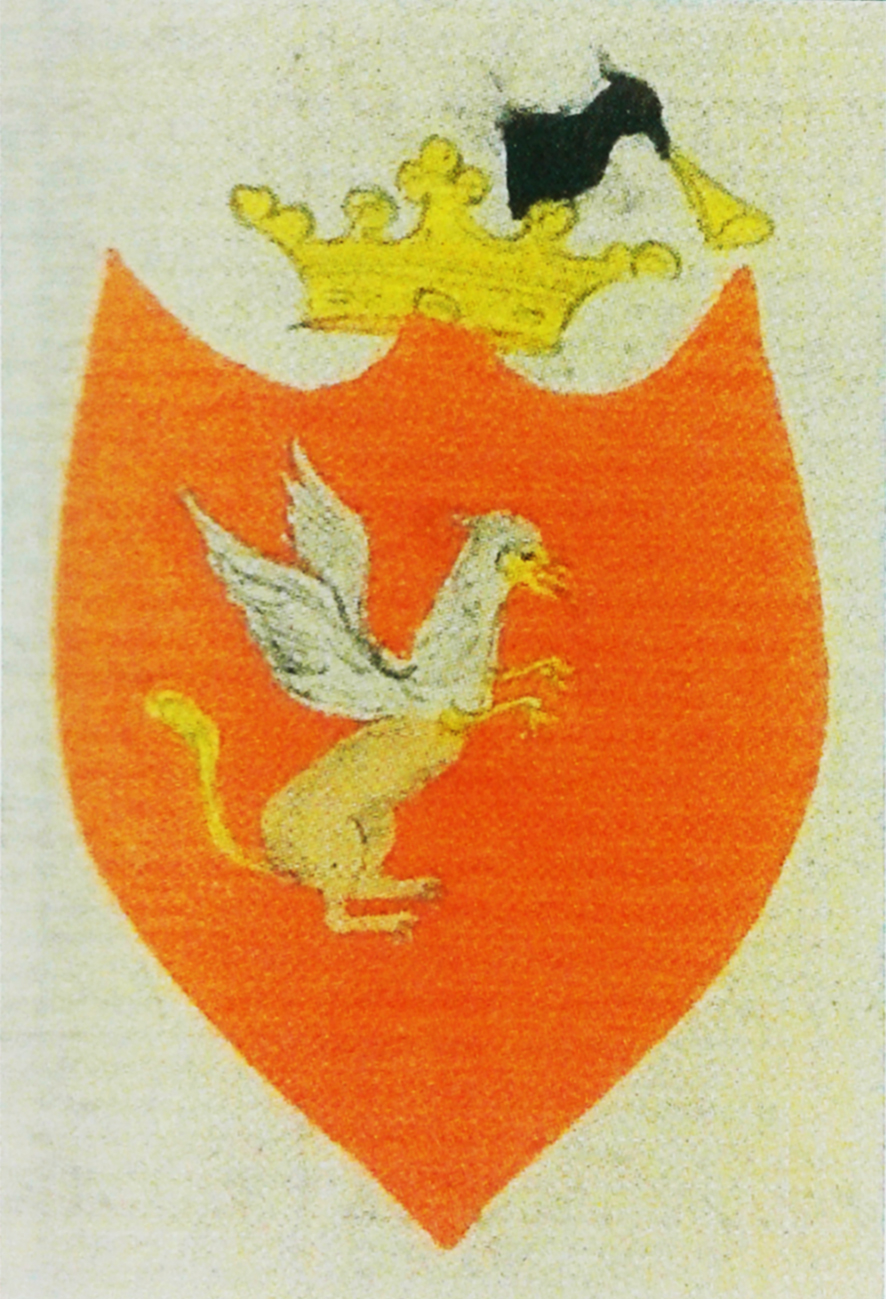
Герб роду Малевичів

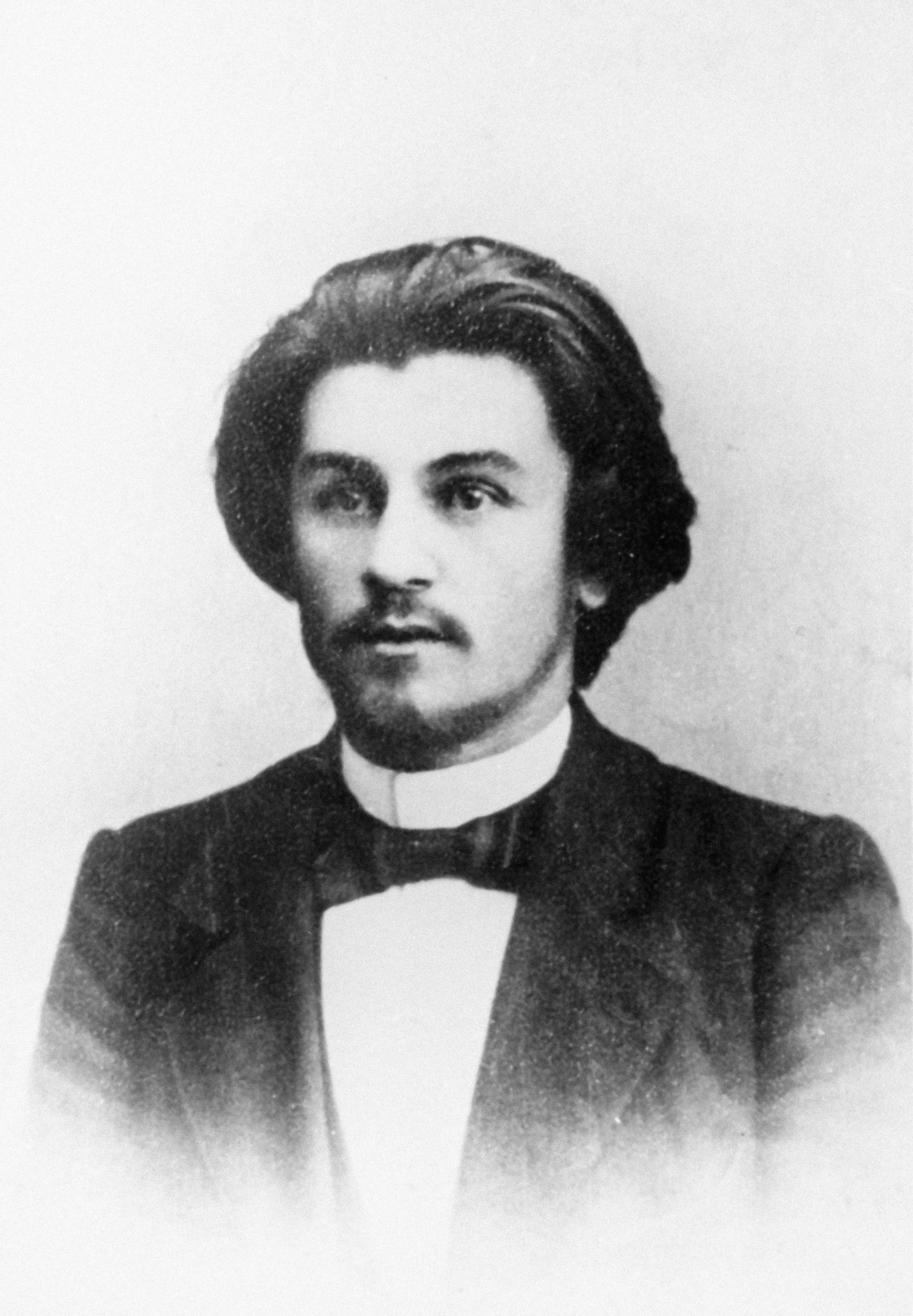
Казимир Малевич, бл. 1900 р.

Народився 11 (23) лютого 1879 року в Києві в польсько–білоруській католицькій сім'ї Северина та Людвіки Малевичів. Раніше вважалося, що місцем народження Малевича є будинок, що не зберігся до цього часу, за адресою Бульйонська вулиця, 15. За останніми дослідженнями, місцем народження художника був будинок його тітки Марії Оржеховської за Жилянською вулицею, нині ця територія — між двома житловими будинками: комплексом «Дипломат Холл» та сусідньою будівлею 1970—1980 років. У родині Малевичів, що мали польське, українське, білоруське коріння, було 14 дітей.  Ігор Малевич, онук брата Казимира Малевича, у своїй книзі «Казимир Малевич» стверджує, що предки художника походили не з території сучасної України або Польщі, а з Капільщини, розташованої на заході сучасної Мінської області в Білорусі. За словами автора, батько Казимира, Степін-Северин Малевич, мав підстави фальсифікувати окремі епізоди зі свого життя. Як учасник Січневого повстання під керівництвом Кастуся Калиновського, після придушення повстання він був змушений тікати від царських репресивних сил.
Батько був інженером цукрового виробництва, тому сім'я часто переїжджала з одного містечка до іншого, від однієї цукроварні до іншої.
До 17 років жив на Поділлі (Моївка), Харківщині (Пархомівка, 1890–1894, Білопілля), Чернігівщині (Вовчок, Конотоп).
Батько мріяв аби син став цукроваром, тому вороже поставився до захоплення малюванням. Мати ж, навпаки, підтримала його, сама купила йому професійні пензлі та фарби. Перше знайомство хлопця з художниками сталося у містечку Білопіллі Харківської губернії. «З Петербурга приїхали найзнаменитіші художники для писання ікон в соборі. — писав у спогадах Казимир Малевич. — Це нас сильно схвилювало, бо ми ще ніколи не бачили живих художників». Вважають, що аматорським малюванням Малевич почав займатися в Конотопі, де його родина мешкала у 1894—1895 роках.
Малевич, виконуючи волю батька закінчив агрономічне училище. Згодом вчився малювати у Миколи Пимоненка в Київській мистецькій школі (1895–1897).
Потому Малевич майже 10 років прожив у Курську, де одружився (подружнє життя згодом не склалося) та працював на Курсько-Московській залізниці. Він не полишав малювати й організував гурток з малювання.
1904 року переїхав до Москви. Вдосконалював майстерність в училищі живопису, скульптури і архітектури (1904–1905) та в студії Ф. Рерберга (1905–1910). У картинах першого періоду творчості намагався поєднати принципи кубізму, футуризму і експресіонізму. Брав участь у виставках об'єднань художників «Бубновий валет» (1910) і «Віслючий хвіст» (1912) та ін., на яких виставляв свої роботи, написані в неопримітивіському: («Селяни в церкві», 1911–12; «Врожай», 1911) та кубофутуристському стилі («Англієць в Москві», 1914).
1913 р. він оформлював постановку футуристичної опери «Перемога над Сонцем». На театральній сцені вперше було представлено «Чорний квадрат», створений Малевичем як декорація до спектаклю.
Став одним із засновників абстрактного мистецтва. 1915 року започаткував новий модерністський напрям у мистецтві — супрематизм. 7 грудня 1915 року вперше виставив картину «Чорний квадрат на білому тлі», яка перетворилася на ікону абстрактного мистецтва.. Згодом з'являється картина «Біле і чорне». Малевич видавав журнал «Supremus» (1916).
У 1919–1922 роках викладав у художній школі Вітебська, а в 1923–1927 роках — директор Інституту художньої культури в Ленінграді.
1927 року переїхав до Києва, де зусиллями Миколи Скрипника Малевичу було створено нормальні умови для творчості. Публікував статті на мистецьку тематику в журналі «Нова ґенерація» (1928–1929) у Харкові.
У 1927–1930 роках викладав у Київському художньому інституті, де в цей час працювали Федір Кричевський, Михайло Бойчук, Віктор Пальмов, Вадим Меллер, Олександр Богомазов, Володимир Татлін, Василь Касіян, мав намір працювати з О. Архипенком. Але початок репресій в Україні проти інтелігенції змусив Малевича знову повернутись у Ленінград.
Після того як політичні обставини в СРСР стали погіршуватися, Малевич збирався переїхати до Європи. Він збирався до Європи всерйоз і надовго, тому він вивіз із собою, не розбираючи і не селекціонуючи, весь свій архів, який накопичився у нього до березня 1927 року. Цей архів Малевича зберігається в наш час в Берліні. Як вважає дослідник і видавець 5-томного зібрання творів К.Малевича А. С. Шацких, Малевич лишив у Берліні своєрідну «капсулу часу». Він «законсервував» своє життя в рукописах і документах за півтора десятка років. Широковідома його записка — «У разі смерті моєї або безвихідного тюремного ув'язнення …», поспіхом прикладена до берлінської «капсули», дає знати, що Малевич-інтуїтивіст добре розумів, що чекає на нього в СРСР.
Малевич планував переїхати до Києва в 1930 році, але коли він повернувся до Петербурга, де жила його родина, його несподівано заарештували. Восени 1930 року його звинувачують в польському шпигунстві, йому загрожує розстріл. Російській мистецтвознавиці Ірині Вакар вдалося отримати доступ до кримінальної справи художника і виявити, що Малевич називав себе поляком та українцем. У в'язниці він пробув три місяці. Там же більшовики катували його для збирання інформації, вприскуючи в сечогінний канал воду. Згодом Казимир отримав від таких тортур рак простати, що і стало причиною смерті 15 травня 1935.
Хворий Малевич запустив бороду та іронічно називав себе Карлом Марксом. Після самогубства Маяковського Малевич написав: «Я не можу піти, як він, але й жити тут більше не можу». Передчуваючи, що скоро хвороба скоротить його вік, сам готував ескіз домовини.
Помер художник в Ленінграді, похований під Москвою. В роки Другої світової війни місце поховання було втрачене. Пізніше місцезнаходження поховання було встановлено групою активістів. Місце опинилось на колгоспному полі. У 1988 році пам'ятний знак Казимиру Малевичу був встановлений поблизу орієнтовно за два кілометри від реального погребіння. Знак має форму білого бетонного кубу з червоним квадратом на фасаді. Поруч є дім № 11 на вулиці Малевича в Німчинівці. На тильній стороні пам'ятника розміщена табличка з текстом: «В цій місцевості 25 травня 1935 року був похований прах всесвітньо відомого художника КАЗЕМИРА МАЛЕВИЧА». Знак встановлений 30.7.1988 р.". У 2013 році на справжньому місці поховання праху Казимира Малевича було збудовано житловий будинок комплексу «Ромашково-2».

## Писемна спадщина
- Малевич К. По лестнице познания: Из неопубликованных стихотворений. Вступ. сл. Г. Айги). — 1991.
- Малевич К. Лень как действительная истина человечества. С прилож. ст. Ф. Ф. Ингольда «Реабилитация праздности» (Предисл. и примеч. А. С. Шатских). — М.: серия «Библиотека Сергея Кудрявцева», 1994.
- Малевич К. Собрание сочинений в 5 томах. (ред. А. С. Шатских) — тт. 1-5. — Москва: Гилея, 1995—2004.
  - Том 1. Статьи, манифесты, теоретические сочинения и другие работы. 1913—1929 (Общ.ред. А. С. Шатских)— 1995. — 393 с., ил. — ISBN 5-85302-025-0, ISBN 5-85302-026-9
  - Том 2. Статьи и теоретические сочинения, опубликованные в Германии, Польше и на Украине. 1924—1930. — 1998. — 372 с., ил. — ISBN 5-87987-002-2
  - Том 3. Супрематизм. Мир как беспредметность, или Вечный покой: С приложением писем К. С. Малевича к М. О. Гершензону (1918—1924) — 2000. — 389 с., ил. — ISBN 5-87987-015-4
  - Том 4. Трактаты и лекции первой половины 1920-х годов: С приложением переписки К. С. Малевича и Эль Лисицкого (1922—1925). — 2003. — 358 с., ил. — ISBN 5-87987-026-X
  - Том 5. Произведения разных лет: Статьи. Трактаты. Манифесты и декларации. Проекты. Лекции. Записи и заметки. Поэзия. — 2004. — 619 с., ил. — ISBN 5-87987-032-4
- Kasimir Malevich. The Non-Objective World. / English translation by Howard Dearstyne from the German translation of 1927 by A. von Riesen from Malevich's original Russian manuscript, Paul Theobald and Company, Chicago, 1959.

## Пам'ять в Україні
|                                                  |  |  |
| Ювілейна монета НБУ присвячена Казимиру Малевичу |  |  |

У вересні 2012 року депутати Київської міської ради підтримали ініціативу професора Дмитра Горбачова та президента Асоціації європейських журналістів Артура Рудзицького про перейменування у Києві вулиці Боженка на вулицю Казимира Малевича. Тоді вважалось, що саме на цій вулиці (тоді — Бульйонській), народився художник. Подальші дослідження спростували цю версію.
2019 року, до 140-річчя від дня народження художника, Національний банк України випустив ювілейну монету номіналом 2 гривні присвячену Казимиру Малевичу.
Вулиця Казимира Малевича у місті Київ. Також є у містах Бровари, Вінниця, Суми.
У місті Харків вулицю Кошевого перейменували на вулицю Малевича.
У місті Конотоп встановлено пам'ятник Казимиру Малевичу.

## Галерея

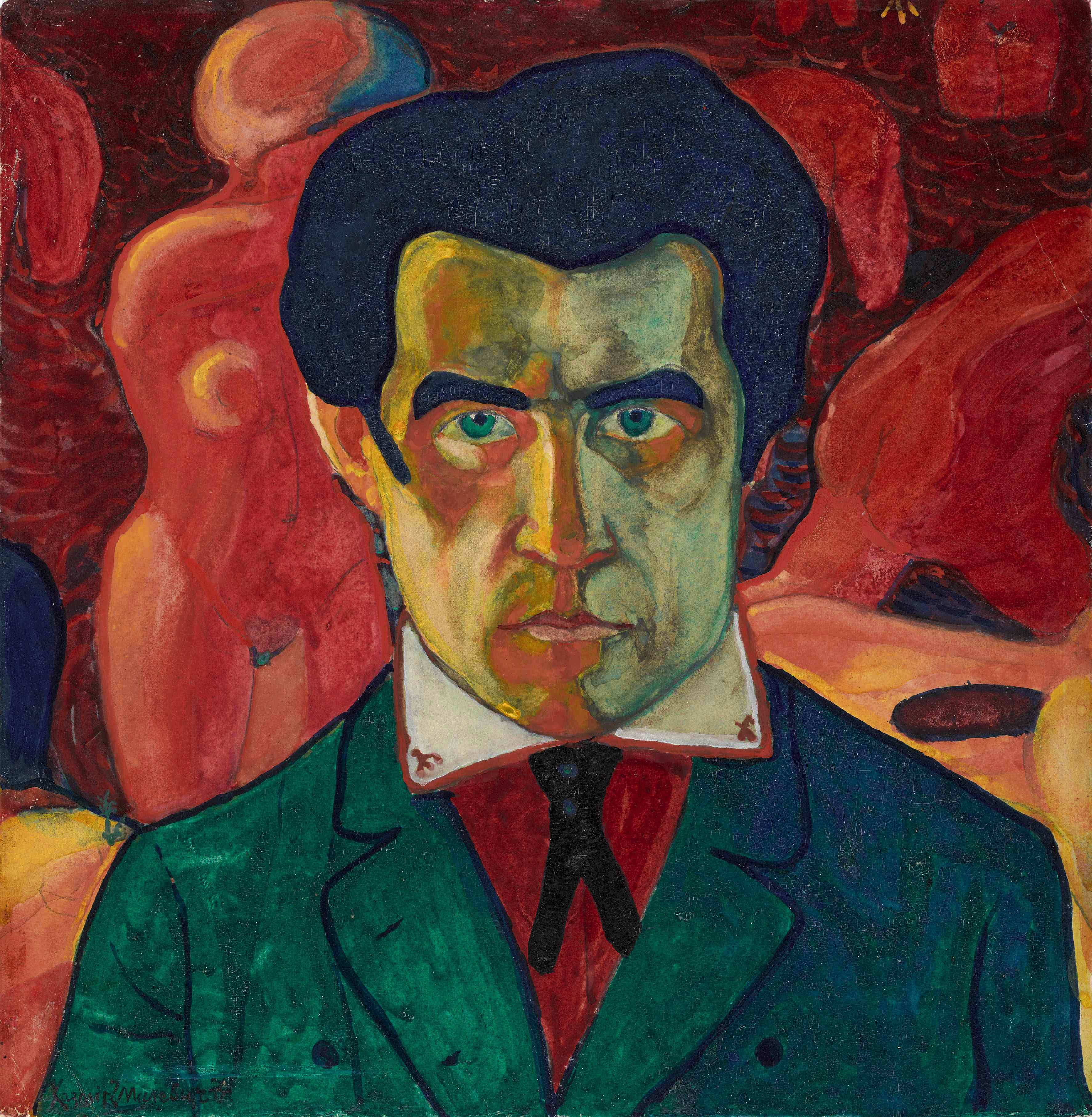
Автопортрет, 1908 або 1910—1911
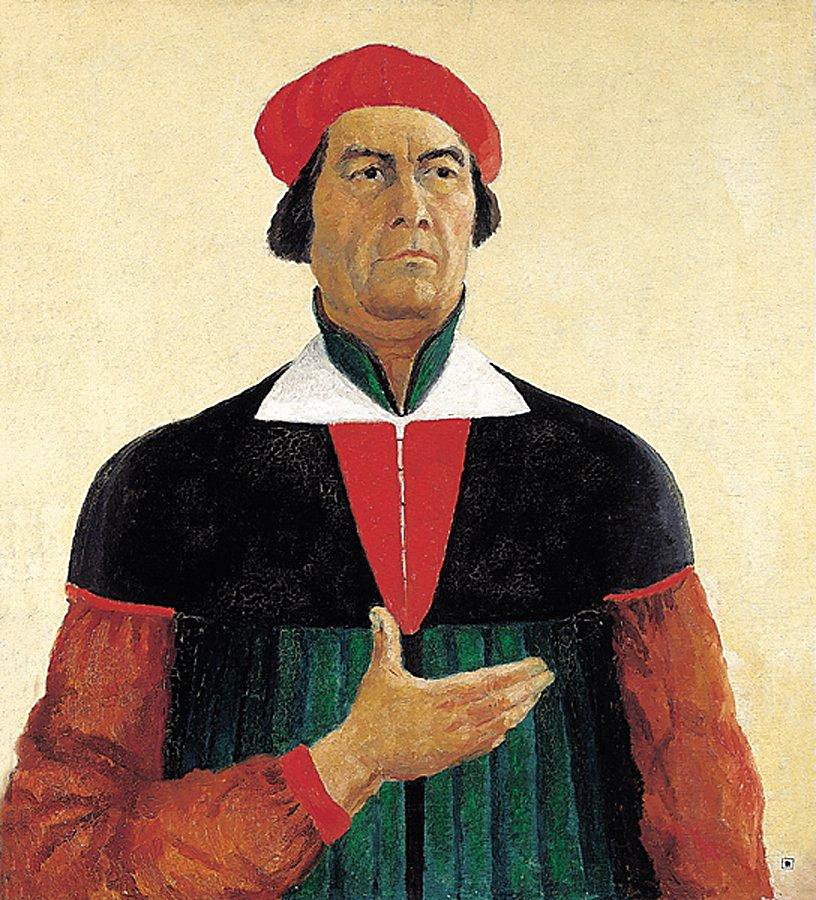
Автопортрет, 1933
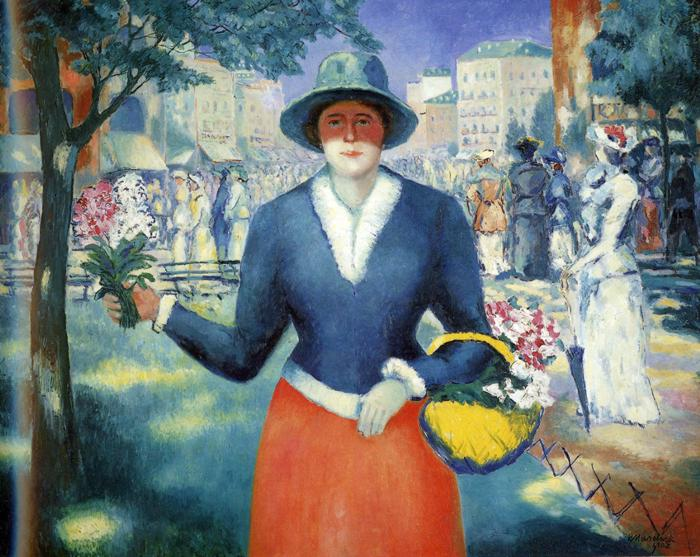
«Квіткарка», 1904-05, Російський музей, Санкт-Петербург
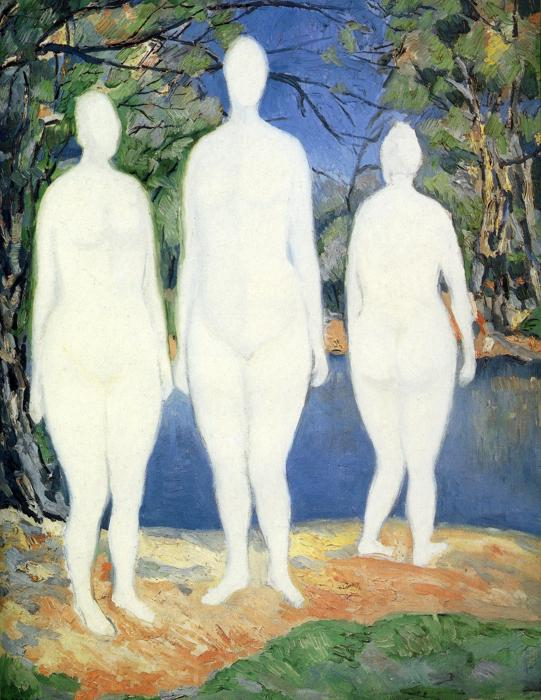
«Купальниці», 1928-29, Російський музей, Санкт-Петербург
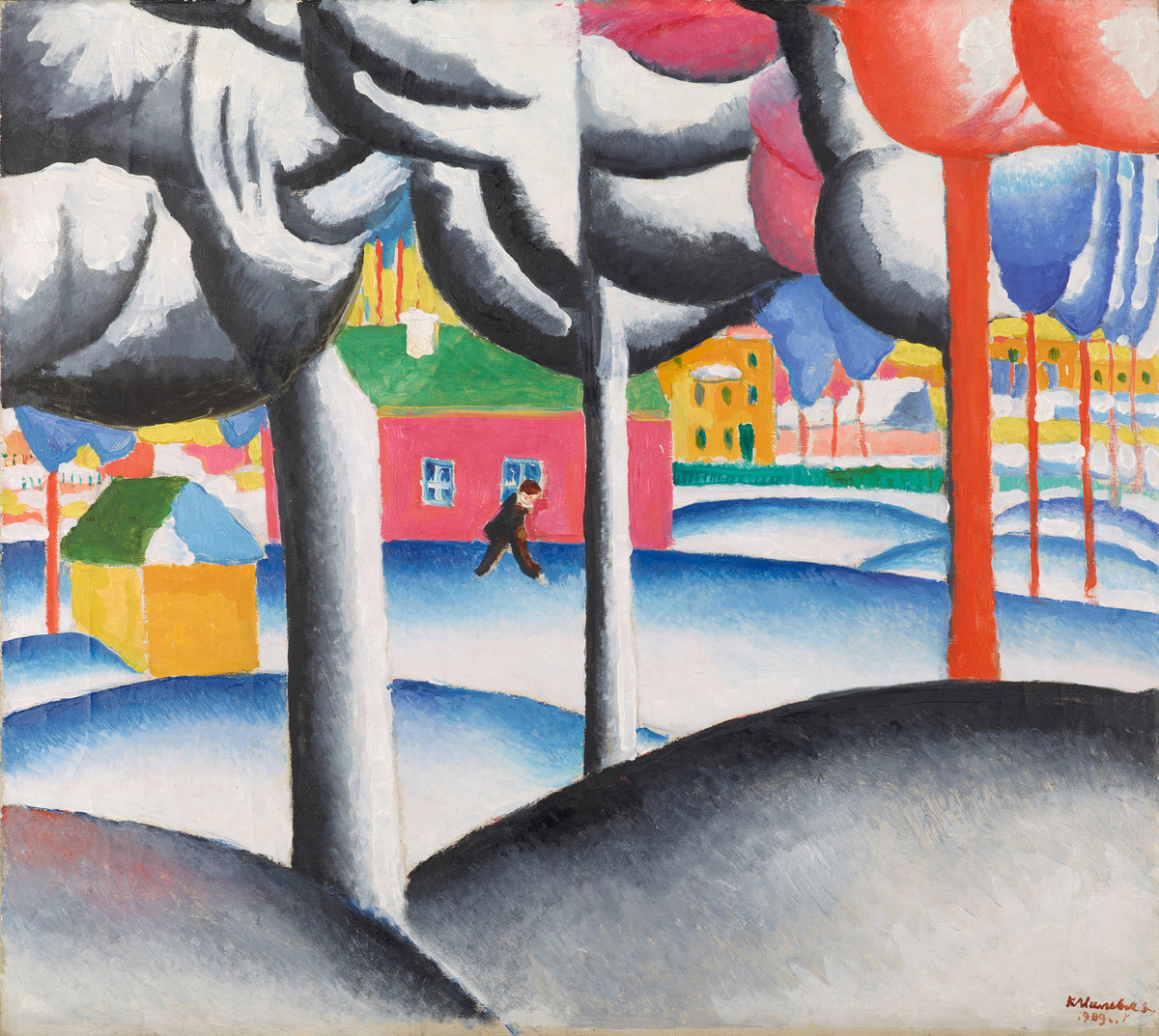
«Зимовий пейзаж», кінець 1920-х років, музей Людвіга, Кельн
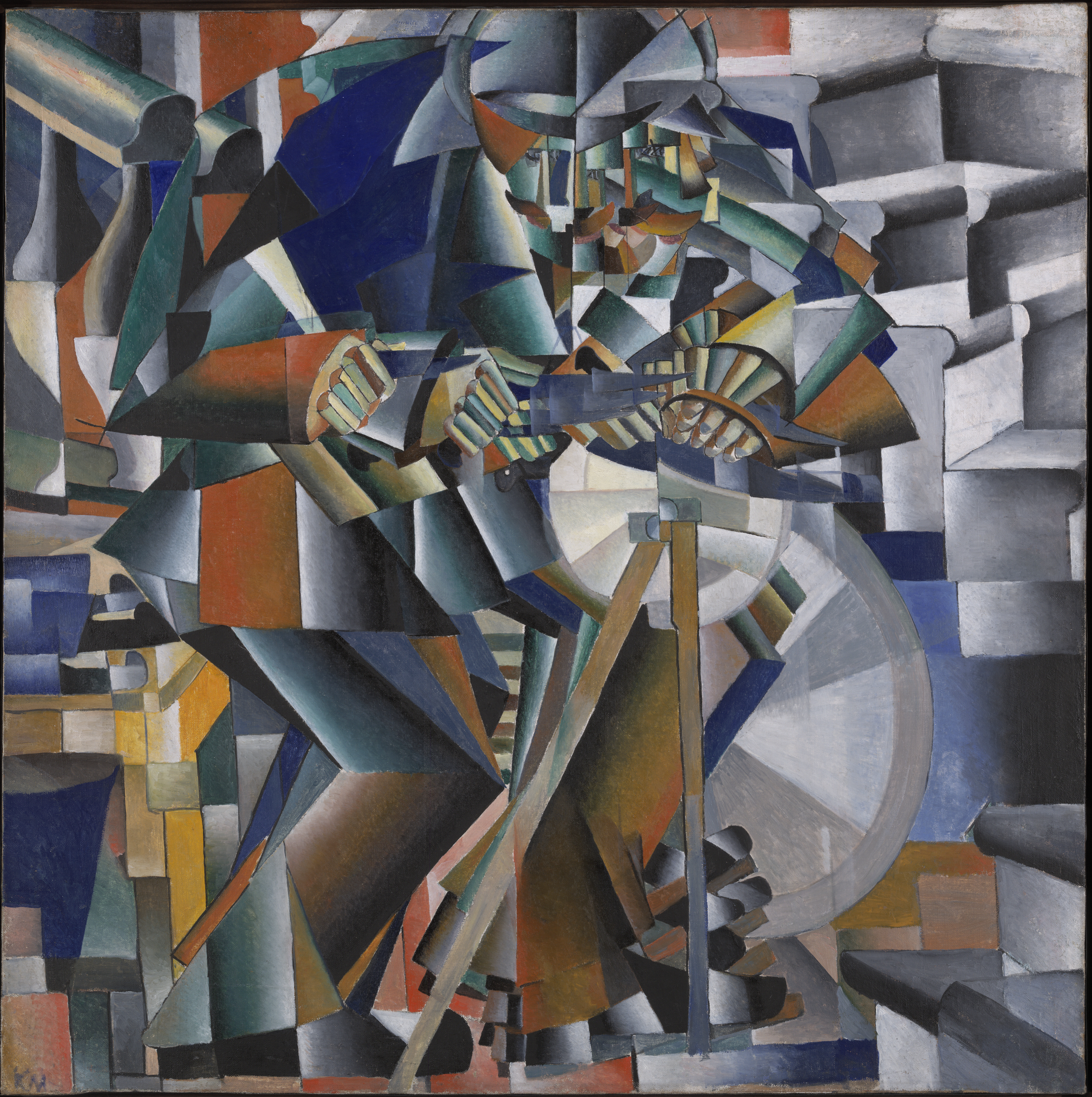
«Точильник або Принцип мигтіння», 1913, Художня галерея Єльського університету, Нью-Гейвен
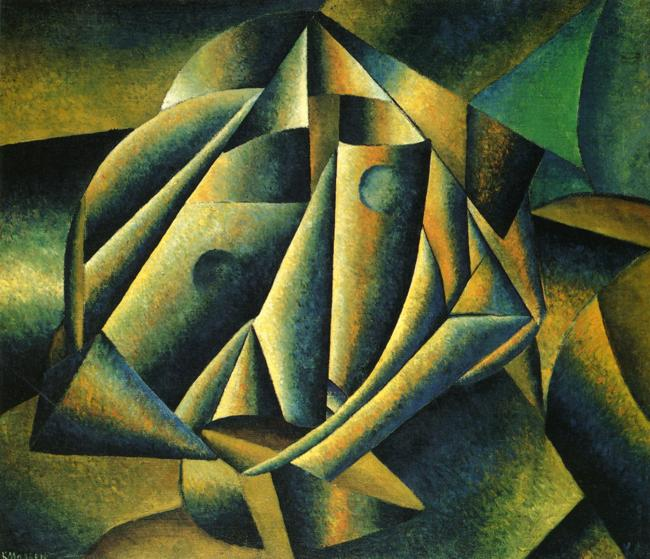
«Голова селянської дівчини», 1913, Міський музей, Амстердам
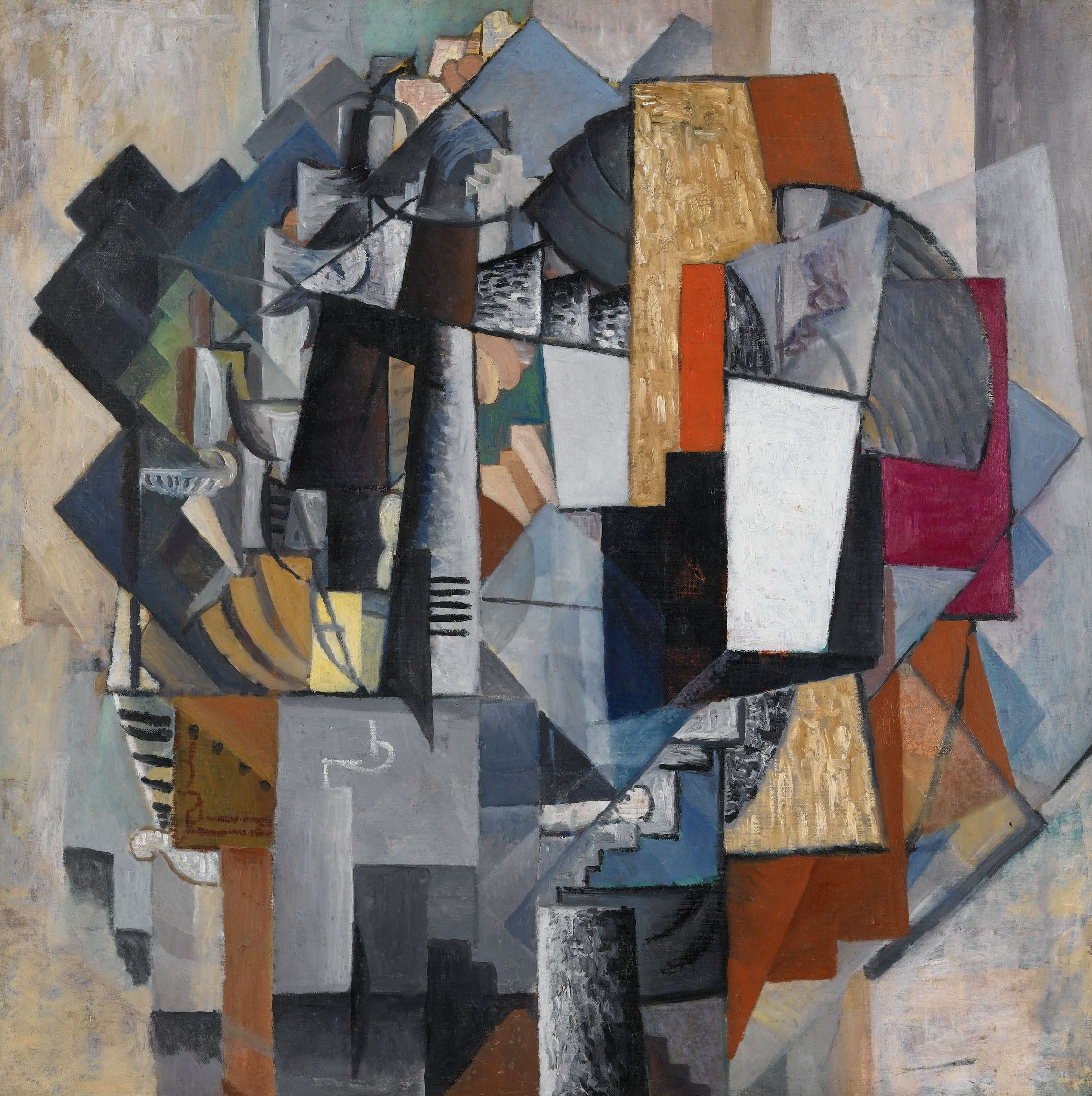
«Письмовий стіл і кімната», 1913, Міський музей, Амстердам
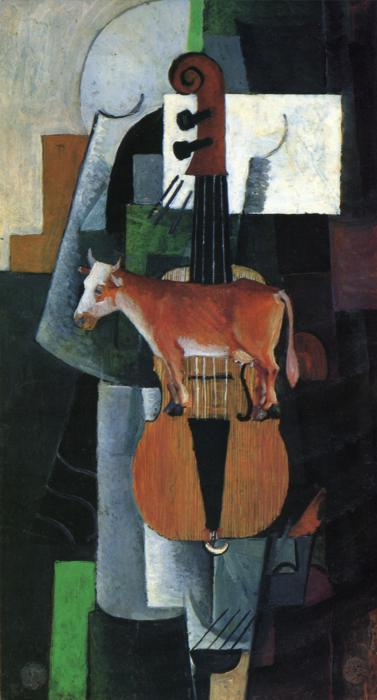
«Корова і скрипка», 1913, Російський музей, Санкт-Петербург
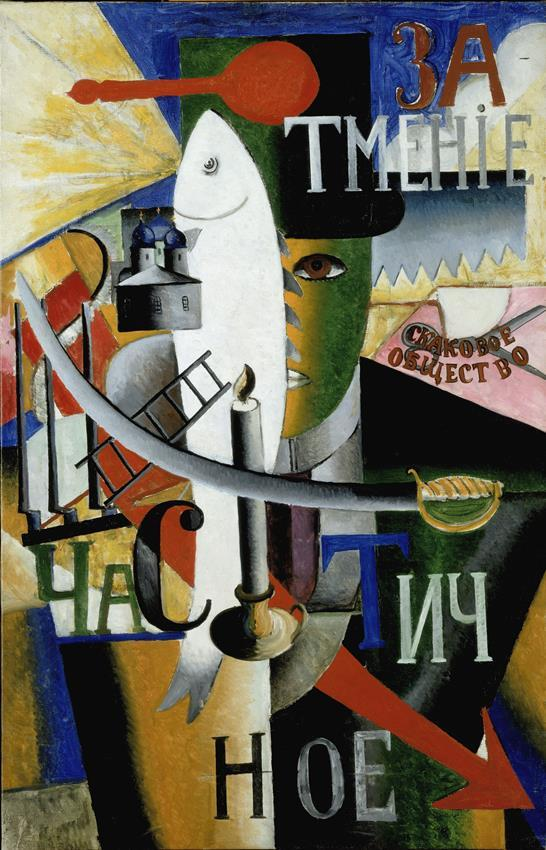
«Англієць у Москві», 1914, Міський музей, Амстердам
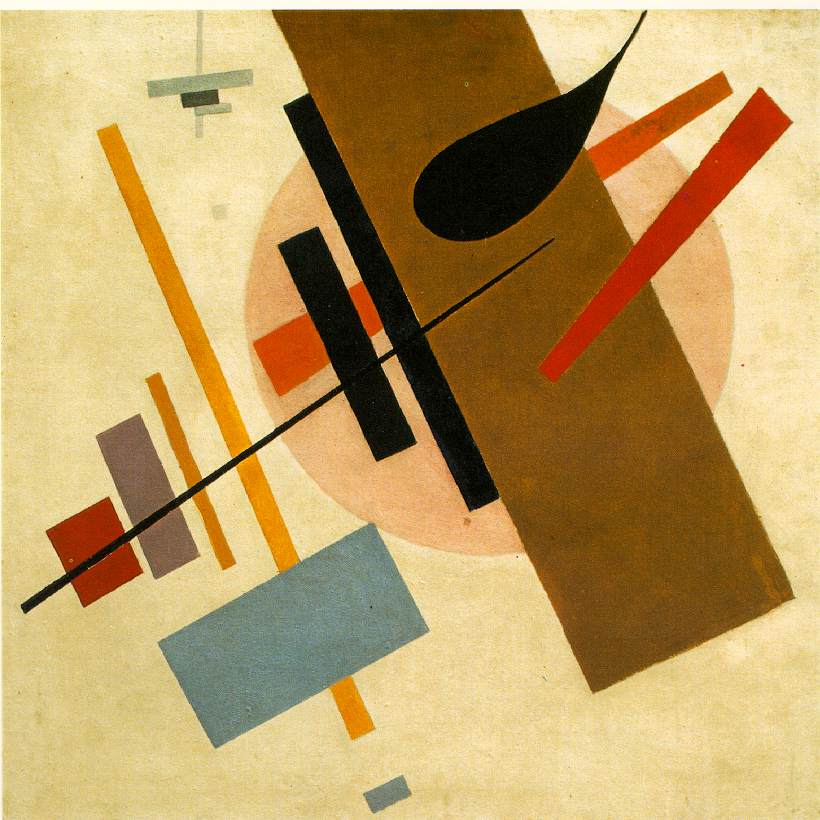
Супрематизм 1916,Тейт Модерн, Лондон
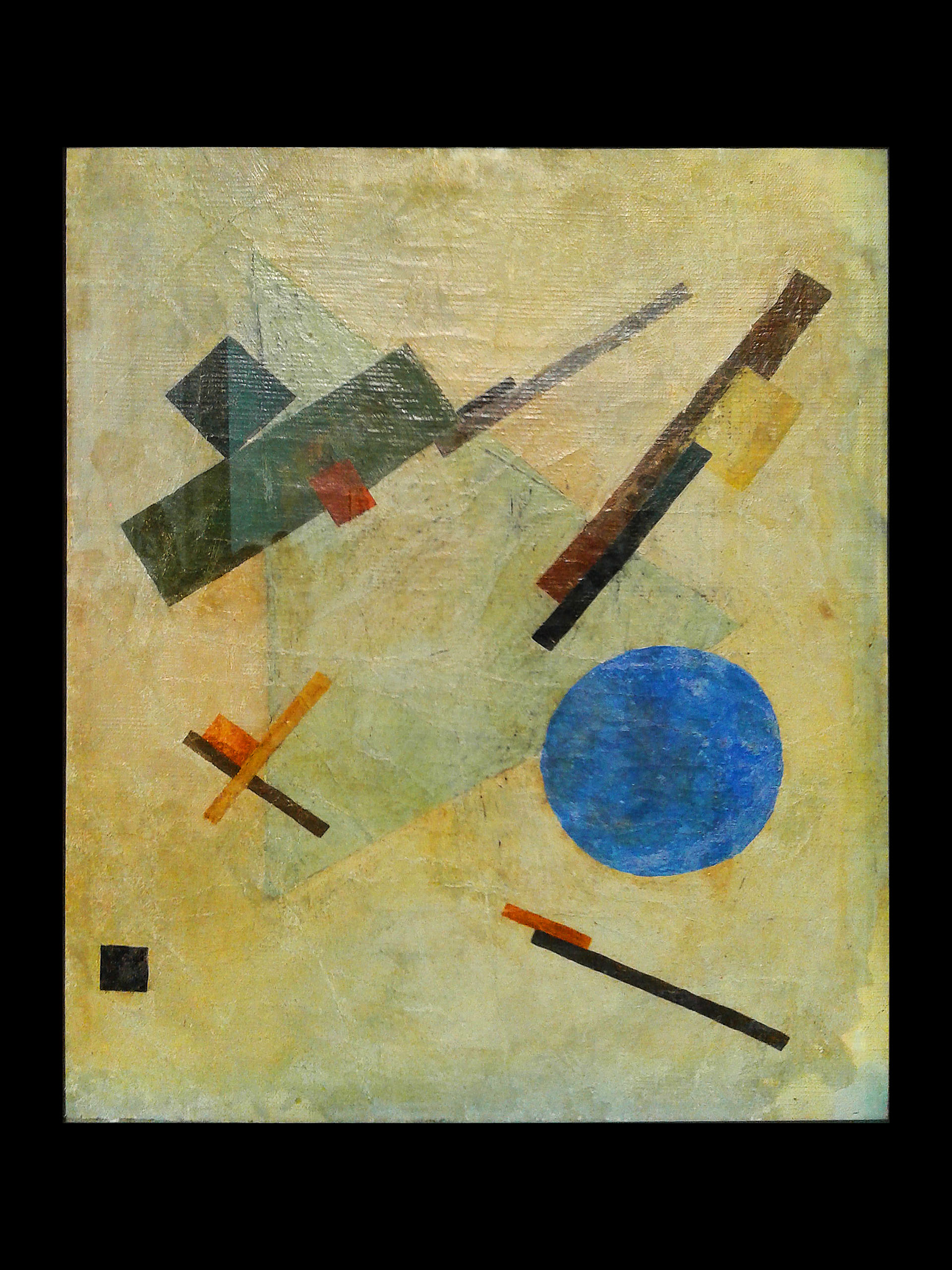
Супрематична композиція 1, 1916 (колекція І. Диченка)
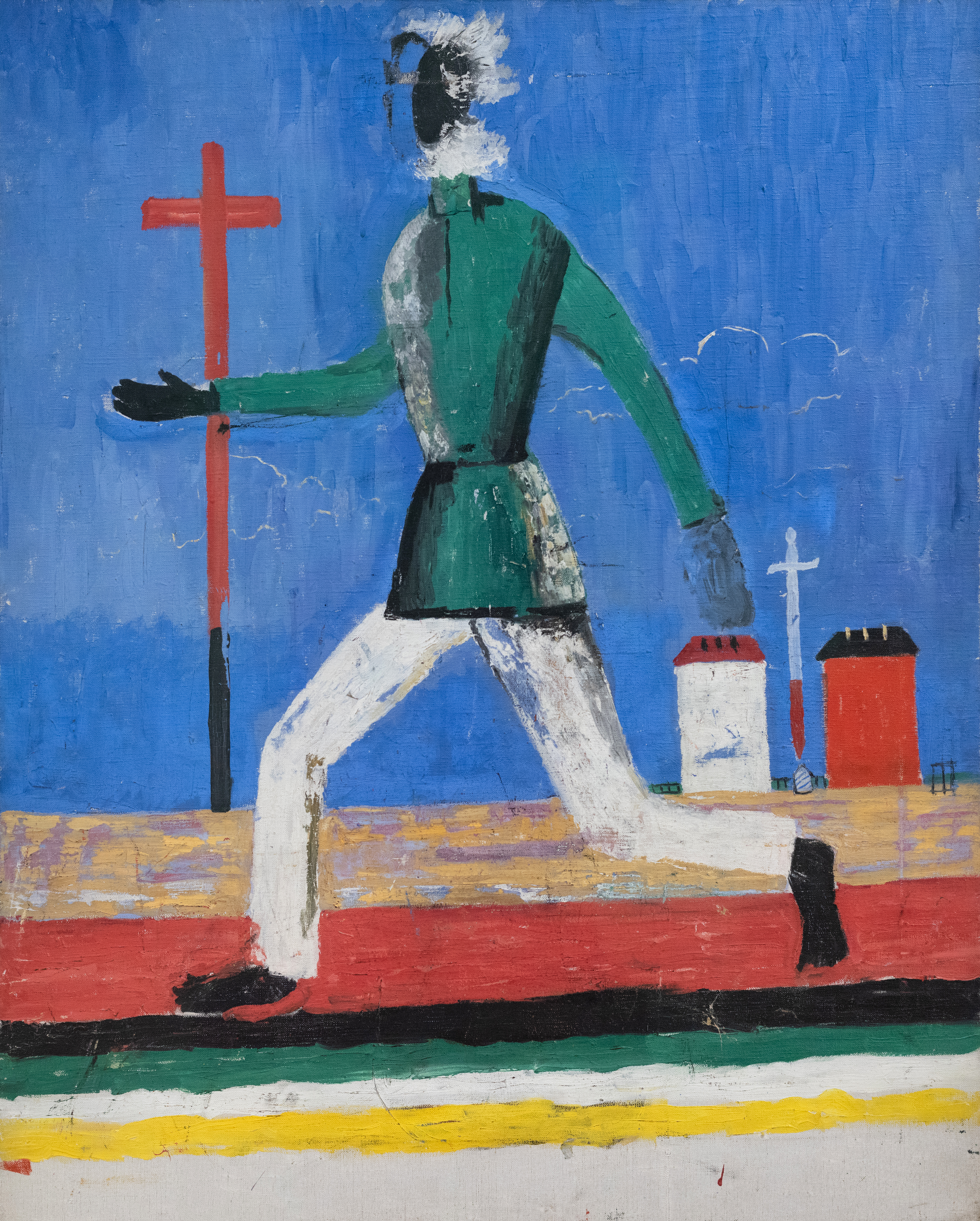
«Людина, що біжить» або «Селянин поміж хрестом і мечем». Полотно, олія, 1932-33)
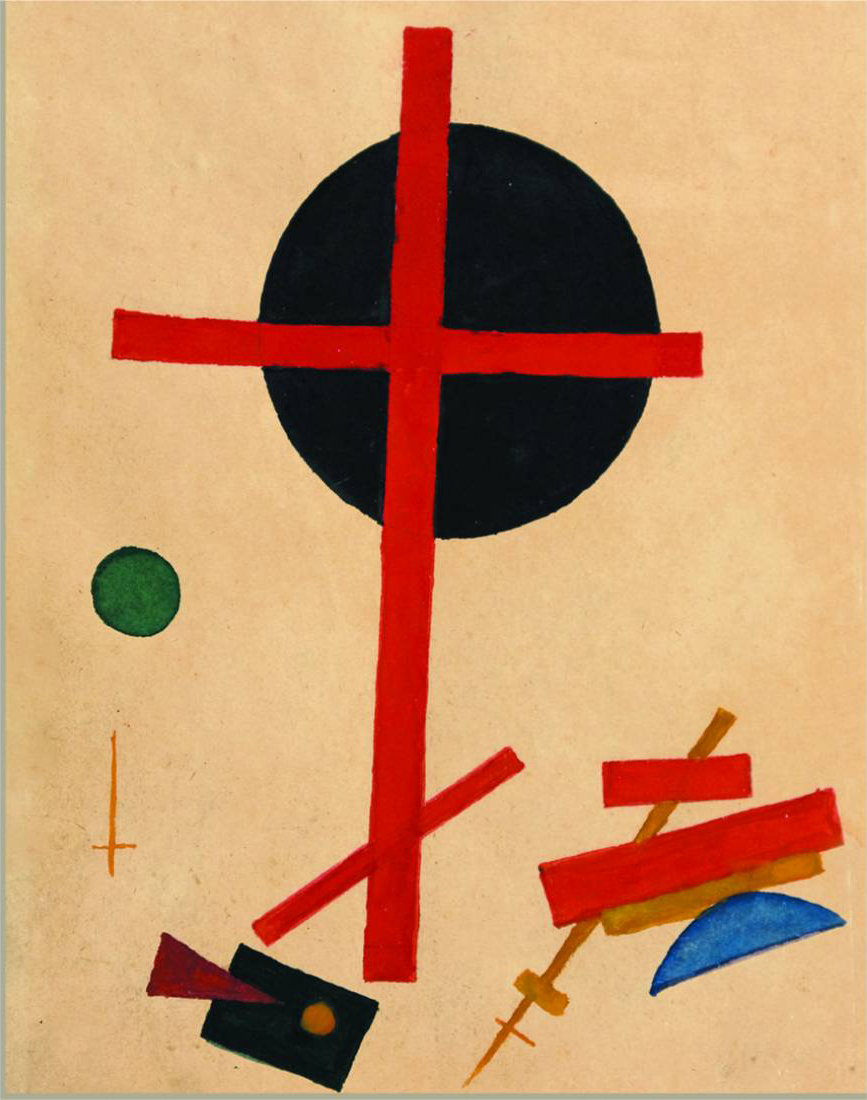
Супрематизм 65, 1915. Пархомівський художній музей Луньова П.Ф.
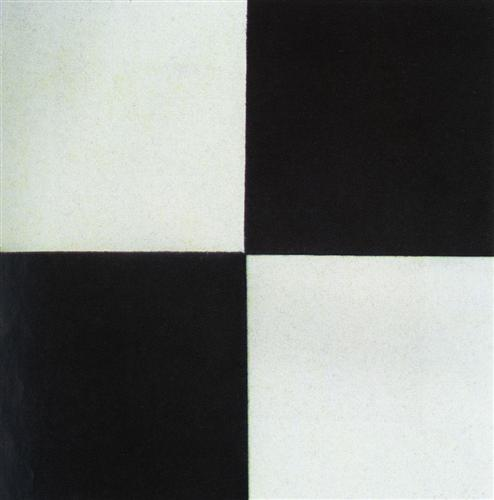
Чотири квадрати, 1915. Саратовський художній музей

## Образ у мистецтві

### У кіно
- «Malevitch Suprematism» (1971) — короткометражний документальний фільм режисера Лутца Бекера.
- «Малевич. Український квадрат» (2018) — документальний фільм режисера Дмитра Джулая для «Радіо Свобода».
- «Малевич. Народжений в Україні» (2019) — документальний фільм режисера Володимира Луцького, який знятий у копродукції України та Італії.
- «Малевич» (2024) — біографічний фільм режисерки Дар'ї Онищенко, який знятий у копродукції України, Сербії, Італії та Швейцарії.